# برايان هارمان
برايان هارمان (بالإنجليزية: Brian Harman)‏ هو لاعب غولف أمريكي، ولد في 19 يناير 1987 في سافانا في الولايات المتحدة.

## وصلات خارجية
- برايان هارمان على موقع رابطة لاعبي الغولف المحترفين (الإنجليزية)
- برايان هارمان على موقع التصنيف العالمي الرسمي للغولف (الإنجليزية)